# Simorgh (foguete)

Foguete Simorgh

O Simorgh é um foguete portador iraniano descartável de pequena capacidade orbital, que foi programado para fazer seu voo inaugural em 2010. Foi revelado pelo presidente iraniano, Mahmoud Ahmadinejad, em 3 de fevereiro de 2010, como parte das comemorações do primeiro aniversário do lançamento do Omid, o primeiro satélite iraniano lançado por meios próprios do país.

## Características
O foguete Simorgh tem 27 metros (89 pés) de comprimento, e tem uma massa de 77 toneladas. O primeiro estágio é alimentado por quatro motores principais, cada pode gerar até 29.000 kg (64.000 lb) de empuxo, além de um quinto que será utilizado para o controle de atitude, que fornece um adicional de 13.600 kg (30.000 libras). Na decolagem, estes motores irão gerar um total de 130.000 kg (290.000 lb) de empuxo. O Simorgh é capaz de colocar uma carga de 60 kg (130 lb) em uma altura de 500 km (310 milhas) em órbita terrestre baixa. De acordo com a ISNA o motor poderá ser usado em futuros foguetes capazes de transportar satélites de 700 kg (1540 lb) em órbitas de 1.000 quilômetros (620 milhas).

## História
O primeiro voo do foguete Simorgh, que estava em um estágio programado para ocorrer em março de 2010, vai levar o Tolou, um satélite de comunicações experimental. Um lançamento ainda é esperado para colocar em órbita o Mesbah-2. Em fevereiro de 2012, o Irã anunciou que o primeiro voo do Simorgh transportando o satélite Tolou iria ocorrer em 2013 a partir da nova base de lançamento espacial.